# Baardkeizertamarin
De baardkeizertamarin (Saguinus subgrisescens) is een zoogdier uit de familie van de klauwaapjes (Callitrichidae). De wetenschappelijke naam van de soort werd voor het eerst geldig gepubliceerd door Einar Lönnberg in 1940. De soort wordt de baardkeizertamarin genoemd, om het te onderscheiden van de zwartkinkeizertamarin (Saguinus imperator).

## Kenmerken
Keizertamarins zijn klein en een van de opvallende tamarinsoorten door hun opvallende witte snor, die contrasteert op het zwarte gelaat. Aan de overeenkomst met deze snor en die van keizer Wilhelm II van Duitsland dankt de keizertamarin zijn naam. In tegenstelling tot de zwartkinkeizertamarin (S. imperator) heeft deze soort naast de snor ook nog een witte baard.

## Verspreiding
De soort komt voor in Bolivia, Brazilië en Peru, in Brazilië komt deze soort voor tussen de Rio Purus en de Rio Juruá.

## Taxonomie
Tot 2023 werd deze soort als ondersoort van de keizertamarin (Saguinus imperator) gerekend, maar uit onderzoek bleek dat de baardkeizertamarin een aparte soort was.